# فریهول رنچ
فریهول رنچ (به انگلیسی: Frijole Ranch) یک مزرعه (محل) در ایالات متحده آمریکا است که در شهرستان کالبرسن، تگزاس واقع شده است.

## تاریخچه
این مزرعه در حدود سال ۱۸۷۶ توسط برادران ریدر در کوه‌های گوادالوپ در کنار Frijole Spring ساخته شده است و شامل هفت ساختمان است: خانه مزرعه، یک تختخواب، یک انبار، یک خانه دو نفره، یک چشمه، یک ریخته‌گری و یک خانه مدرسه. به استثنای انبار و خانه مدرسه، ساختمان‌ها از آوار سنگی محلی ساخته شده‌اند و تمام ساختمان‌ها توسط یک دیوار سنگی احاطه شده‌اند. این مجموعه نشان دهنده کامل‌ترین عملیات دامداری اولیه در کوه‌های گوادالوپ است. مزرعه در نزدیکی چندین چشمه دیگر ساخته شده است که مناطق اطراف ان توسط بومیان آمریکایی از ماقبل تاریخ ساکن بود.
برادران ریدر، اولین مهاجران در سمت جنوب شرقی کوه‌ها، منطقه را در اواخر دهه ۱۸۸۰ ترک کردند. خانواده هرینگ کارولینای شمالی برای مدتی بین اواخر دهه ۱۸۸۰ و ۱۸۹۵ مزرعه را اشغال کردند و دختر هرینگ ایدا در سال ۱۸۸۸ با جورج دبلیو ولکات ازدواج کرد. Wolcotts در سال ۱۸۹۵ به میدلند، تگزاس نقل مکان کرد. خانواده اسمیت از سال ۱۹۰۶ مزرعه ای را که قبلاً خالی بود اشغال کردند و ان را «اسپرینگ هیل رنچ» نامیدند.
اسمیت‌ها مزرعه را گسترش داد و یک مزرعه کامیون را اداره کرد، خانه مزرعه را گسترش داد و خانه و خانه مدرسه را ساخت. آنها در یک قوچ هیدرولیکی برای پمپاژ اب سرمایه‌گذاری کردند و یک سیستم لامپ کاربید را در خانه نصب کردند و بعداً به چراغ‌های الکتریکی که توسط یک ژنراتور بادی اداره می‌شد تغییر یافت. اسمیت‌ها از سال ۱۹۱۶ تا ۱۹۴۲ یک اداره در این سایت اداره می‌کردند.
جان اسمیت مزرعه را در سال ۱۹۴۲ به قاضی جسی کلمن هانتر از ون هورن تگزاس به مبلغ ۵۵۰۰۰ دلار فروخت و به هاولی تگزاس نقل مکان کرد. هانتر «مزرعه کوه‌های گوادالوپ» را با ۴۳۰۰۰ هکتار (۱۷٬۰۰۰ هکتار) مونتاژ کرد و در میان چیزهای دیگر پشم موهر تولید کرد. خانه مزرعه خانه سرکارگر مزرعه نوئل کینکید از سال ۱۹۴۲ تا ۱۹۶۹ بود.
هانتر در سال ۱۹۲۵ شروع به حمایت از منطقه برای یک پارک ملی کرد. هانتر در سال ۱۹۲۵ شروع به حمایت از منطقه برای یک پارک ملی کرد. پسر هانتر، جی سی جونیور، مزرعه را در سال ۱۹۴۵ به ارث برد و کار پدرش را ادامه داد و مزرعه را به ۶۷٬۲۱۳ هکتار (۲۷٬۲۰۰ هکتار) گسترش داد و در نهایت زمین را در سال ۱۹۶۶ به مبلغ ۱٫۵ میلیون دلار به خدمات پارک ملی فروخت. پسر هانتر، جی سی جونیور، مزرعه را در سال ۱۹۴۵ به ارث برد و کار پدرش را ادامه داد و مزرعه را به ۶۷٬۲۱۳ هکتار (۲۷٬۲۰۰ هکتار) گسترش داد و در نهایت زمین را در سال ۱۹۶۶ به مبلغ ۱٫۵ میلیون دلار به خدمات پارک ملی فروخت.